# Lobelia baumannii
Lobelia baumannii är en klockväxtart som beskrevs av Adolf Engler. Lobelia baumannii ingår i släktet lobelior, och familjen klockväxter. Inga underarter finns listade i Catalogue of Life.